# Morgan Parker
Morgan Parker és una poeta i editora nord-americana. És autora de les col·leccions de poesia Other People’s Comfort Keeps Me Up At Night (Switchback Books, 2015) i There are More Beautiful Things than Beyoncé (Tin House Books, 2017).

## Educació
Parker es va graduar en Antropologia i Escriptura Creativa per la Universitat de Colúmbia i va obtenir un màster en poesia per la Universitat de Nova York.

## Carrera
Parker és editora en Little A i Day One. Ha ensenyat escriptura creativa en la Universitat de Colúmbia, ha sigut cocuradora de les sèries de lectures Poets With Attitude (PWA) amb Tommy Pico, creadora i amfitriona de Reparations, Live! al Ace Hotel de Nova York, i és membre de The Other Black Girl Collective amb la poeta i intèrpret Angel Nafis.
La seua poesia ha sigut inclosa en publicacions com The Awl, Poetry Foundation, Tin House i altres. El seu treball també ha sigut inclòs en Why I Am Not A Painter (Argos Books), The BreakBeat Poets: New American Poetry in the Age of Hip-Hop, y The Best American Poetry 2016.
Al desembre de 2015 va ser seleccionada com a la bloguera destacada de la Poetry Foundation.

## Premis i honors
- 2017 - National Endowment for the Arts Literature Fellowship
- 2016 - Pushcart Prize
- 2013 - Gatewood Prize
- 2012 - Cave Canem Fellowship[7]

## Vida personal
Parker va viure a Nova York però es va traslladar al sud de Califòrnia en l'estiu de 2017.